# Usinor
Usinor (Usines du Nord) was een Frans ijzer- en staalbedrijf dat actief was van 1948 tot 2002.

## Geschiedenis
In het kader van de herstructurering van de Franse ijzer- en staalindustrie werd in 1948 Usinor opgericht, waarin een aantal Noord-Franse fabrieken (Forges et Aciéries du Nord, Haut Fourneaux en Forges et Aciéries de Denain-Anzin) samengingen.
In hetzelfde jaar werd Sollac opgericht. Hierin gingen de ijzer- en staalbedrijven in Lotharingen samen. Een derde ijzer- en staalbedrijf, dat voortkwam uit het familiebedrijf de Wendel, werd in 1964 gevormd. Dit bedrijf heette Sacilor.

### Nationalisatie en fusie
Als een gevolg van de staalcrisis werden Usinor en Sacilor genationaliseerd in 1981. Na 1985 was het verboden om nog langer subsidies te verstrekken aan de staalbedrijven en de Franse overheid besloot de twee samen te voegen. In 1986 werd de combinatie  Usinor-Sacilor de grootste staalproducent in Europa en de op een na grootste ter wereld geworden. In 1986 behaalde Usinor een omzet van 34 miljard Franse frank met 41.000 medewerkers en leed een verlies van 5 miljard frank. Sacilor was groter met een omzet van 43 miljard frank, 61.000 medewerkers en een verlies van 7,5 miljard frank.
Sollac werd in 1990 overgenomen en Ugine-ALZ volgde een jaar later. In het jaar 1991 leed het bedrijf een verlies van 3 miljard frank en dat liep op naar 5,8 miljard frank in 1993. De omzet daalde met ruim 13% van 87 miljard frank in 1992 tot 75 miljard frank (circa 11,4 miljard euro) in 1993. Nadat de speciaalstaalbedrijven in de holding Aster werden gegroepeerd, werd Usinor-Sacilor in 1995 onderdeel van een omvangrijk privatiseringsprogramma van de centrumrechtse regering van premier Édouard Balladur. In 1997 verdween de naam Sacilor en werd het gehele bedrijf Usinor genoemd.

### Overname Cockerill-Sambre
In 1998 werd Cockerill-Sambre, tot dan toe eigendom van het Waalse Gewest, overgenomen. Usinor betaalde bijna 65 miljoen euro voor een aandelen belang van 53%. De Waalse regering behield evenwel een blokkeringsminderheid (25%) van de aandelen. De overname had geen gevolgen voor de 26.000 werknemers van Cockerill-Sambre. Het Duitse ThyssenKrupp was ook geïnteresseerd in een overname maar haakte af.

### Usinor gaat op in Arcelor
Op 18 februari 2002 ging Usinor samen met het Luxemburgse Arbed en het Spaanse Aceralia. Aldus werd Arcelor gevormd met terugwerkende kracht vanaf 1 januari 2002. Dit trio vormde het grootste staalbedrijf ter wereld met een jaarproductie van 44 miljoen ton staal. Arcelor maakte plaatstaal voor auto's en wasmachines en stalen balken voor de bouw en spoorwegen. De fusie paste in het tijdsbeeld, eerder al fuseerden Koninklijke Hoogovens en British Steel (1999) en de Duitse staalbedrijven Thyssen en Krupp (1997).

### Fusie Arcelor en Mittal
In 2006 vormde Arcelor met Mittal de groep ArcelorMittal. In januari 2006 deed Mittal een openingsbod ter waarde van 18,6 miljard euro, maar het bestuur van Arcelor hield dit vele maanden tegen. Het bestuur gaf de voorkeur aan een fusie met het Russische staalbedrijf Severstal. De twee hadden samen een productie van 70 miljoen ton staal per jaar en een beurswaarde van 46 miljard euro. Mittal verhoogde tweemaal zijn bod tot 25,6 miljard euro, voordat het Arcelor bestuur medio oktober het bod accepteerde. Arcelor kreeg een belang van 50,5% in het nieuwe bedrijf en de familie Mittal 43,4%. AreclorMittal werd het grootste staalfabrikant ter wereld met een productie van 100 miljoen ton staal per jaar.